# Vinko Gorenak
Vinko Gorenak, slovenski politik, * 15. december 1955, Boharina pri Zrečah.
Gorenak je nekdanji slovenski minister za notranje zadeve. Prej in kasneje je bil več mandatov poslanec Državnega zbora Republike Slovenije iz vrst Slovenske demokratske stranke. V času 14. vlade Republike Slovenije je bil imenovan na mesto državnega sekretarja za koordinacijo med Vlado Republike Slovenije in Državnim zborom v Kabinetu predsednika vlade Republike Slovenije.

## Življenjepis
Po končani Pedagoški gimnaziji je šolanje nadaljeval na Pedagoški akademiji v Mariboru. Leta 1977 se je zaposlil v Kadetski šoli za miličnike v Tacnu, ob tem pa je študiral na Visoki šoli za organizacijsko delo v Kranju, kjer je leta 1983 tudi diplomiral.  Med letoma 1982 in 1984 je bil zaposlen na Postaji milice v Celju, kot pomočnik komandirja.  Od leta 1984 do 1989 pa je opravljal delo komandirja. Kasneje je delo nadaljeval kot pomočnik inšpektorata milice v Celju. 
Leta 1990 je postal svetovalec v kabinetu notranjega ministra, z nalogo organizacije in razvoja policije. Leta 1991 je magistriral na Visoki šoli za organizacijsko delo v Kranju z magistrsko nalogo »Vpliv učno vzgojnih rezultatov miličnikov kadetov na delovno uspešnost miličnikov«. Od leta 1995 je vodil službo za organizacijo in kadre Ministrstva za notranje zadeve.
Leta 1995 je pridobil status višjega predavatelja za področje organizacije in dela policije na Univerzi v Ljubljani. Za državnega sekretarja v Ministrstvu za notranje zadeve za področje policije in splošnih zadev je bil imenovan leta 2000.  Od decembra leta 2000 je opravljal delo državnega podsekretarja.  
Maja leta 2003 je doktoriral na Fakulteti za organizacijske vede v Kranju z doktorsko disertacijo z naslovom »Vpliv managerjev na uspešnost policijskih organizacij«. V letu 2004 je bil izvoljen v naziv docenta za področje upravljanja varnostnih organizacij na Univerzi v Mariboru. Čez pet let pa je bil izvoljen v naziv izrednega profesorja.
Vlada Republike Slovenije ga je 3. decembra 2004 imenovala za  državnega sekretarja na Ministrstvu za notranje zadeve. Med letoma 2005 in 2008 je bil državni sekretar v Kabinetu predsednika vlade, zadolžen za koordinacijo dela med Vlado in Državnim zborom. Leta 2008 je bil izvoljen na mesto poslanca v Državnem zboru RS. V letu 2018 sprva ni nameraval kandidirati za ponoven poslanski mandat, a se je naposled za kandidaturo odločil, le da tokrat v celjskem okraju. Dosegel je največ glasov, a ni bil izvoljen za poslanca. 
14. vlada Republike Slovenije, pod vodstvom Janeza Janše, ga je imenovala na mesto državnega sekretarja za koordinacijo med Vlado Republike Slovenije in Državnim zborom v Kabinetu predsednika vlade Republike Slovenije.

### Državni zbor
2008-2011
V času 5. državnega zbora Republike Slovenije, član Slovenske demokratske stranke, je bil član naslednjih delovnih teles:
- Komisija za nadzor obveščevalnih in varnostnih služb (član),
- Odbor za notranjo politiko, javno upravo in pravosodje (predsednik) in
- Odbor za visoko šolstvo, znanost in tehnološki razvoj (član).